# 諸偁
諸偁（1477年—1543年），字揚伯，號苧村，浙江嘉興府秀水縣人，民籍，明朝政治人物。

## 生平
正德八年（1513年）癸酉科浙江鄉試第八十一名舉人，十二年（1517年）中式丁丑科會試第二百四十一名，三甲第一百五十四名進士。都察院觀政，授黃梅縣知縣，丁父憂去職。服闋，起復為大名縣知縣，嘉靖五年（1526年）升刑部主事，六年（1527年）丁母憂去職。服闋，九年（1530年）起復為刑部員外郎，出為福建按察司僉事，十六年（1537年）升貴州布政使司參議，十八年（1539年）升貴州按察司副使，二十年（1541年）致仕，二十二年（1543年）卒。

## 家族
曾祖諸士明，贈工部郎中；祖父諸忠，梧州府知府；伯父諸敏，教諭；父諸斆，贈按察司僉事。母周氏。具慶下。外孫張正鵠，刑部廣東司郎中。